# Trần (nước)
Trần (Phồn thể: 陳國; giản thể: 陈国; phiên âm: Trần quốc) là một nước chư hầu của nhà Chu trong lịch sử Trung Quốc, quốc gia này tồn tại từ khi nhà Chu thành lập cho tới khi kết thúc giai đoạn Xuân Thu. Kinh đô là Uyển Khâu (nay thuộc huyện Hoài Dương, địa cấp thị Chu Khẩu, tỉnh Hà Nam, Trung Quốc), vùng đất thuộc nước Trần khi cực thịnh là 14 ấp, với vị trí hiện tại thuộc miền đông tỉnh Hà Nam, cùng một phần tỉnh An Huy.
Các quân chủ nước Trần mang họ Quy (媯姓), do là hậu duệ của Thuấn, được Chu Vũ vương phân phong cho Quy Mãn, tức Trần Hồ công. Do chế độ bấy giờ, quốc hiệu chính là Thị (氏), nên Quy Mãn còn gọi là Trần Mãn (陈滿). Quốc gia này chính là khởi nguồn của họ Trần và họ Hồ trong các nước đồng văn Đông Á.
Năm 479 TCN, Sở Huệ vương giết Trần Mẫn công, nước Trần diệt vong sau hơn 560 năm tồn tại.

## Sơ kì
Vị quân chủ khai quốc là Quy Mãn, được Chu Vũ Vương phong ở đất Trần. Quy Mãn sinh ngày 15 tháng 10 thời Trụ vương nhà Ân năm thứ 9 (khoảng năm 1067 TCN), tại vị 60 năm, chết ngày 15 tháng 1 năm 986 TCN, thụy Hồ công.
Đầu thời kỳ Xuân Thu, Trần Hoàn công được nhà Chu sủng ái. Khi Trịnh Trang công xưng tiểu bá trung nguyên và tỏ thái độ bất kính đối với vương thất, nước Trần từng tham gia cùng các nước Tống, Sái, Vệ phạt Trịnh, và như thế nước Trần cũng có một số thực lực và ảnh hưởng nhất định.
Sau khi Trần Hoàn công chết nước Trần có nội loạn và phải tới thời Trần Tuyên công thì tình hình trong nước mới được bình ổn. Đến thời kỳ nước Tề xưng bá, nước Trần nhiều lần tham gia các cuộc hội họp ăn thề của chư hầu do Tề Hoàn công chủ trì. Quan hệ giữa Trần với Tề, Lỗ; hai cường quốc khi đó; là hài hòa.

## Giữa Tấn và Sở
Sau thời Tề Hoàn công, nước Sở ở phía nam với mục tiêu tranh bá nhiều lần đem quân lên phía bắc chinh phạt. Dưới thời Sở Thành vương, năm 637 TCN nước Sở chinh phạt nước Trần, Trần bị bức bách phải theo nước Sở đang cường thịnh.
Vào thời gian này, nước Trần từng theo nước Sở vây nước Tống, tấn công nước Tấn. Sau trận Thành Bộc, nước Tấn hưng thịnh, nước Sở sa sút và nước Trần lại theo nước Tấn. Do địa thế nước Trần nằm trong khu vực tranh chấp giữa Tấn và Sở nên thường xuyên trở thành mục tiêu của các cuộc chiến và để sinh tồn thì phải tùy thời mà theo.

## Loạn lạc và diệt vong
Nước Trần trải qua 3 lần có họa nội loạn và vong quốc nên địa vị và vai trò của nước này ngày càng suy sụp. Năm 599 TCN, nhân do Trần Linh công cùng Hạ Cơ, vợ của em họ Linh công là công tôn Hạ Ngự Thúc gian dâm, sau lại làm nhục con trai của ông này là Hạ Chinh Thư nên đã làm Hạ Chinh Thư tức giận làm loạn, giết chết Linh công, tự lập làm Trần hầu. Sở Trang vương lấy cớ Chinh Thư giết chúa, xuất quân công phạt nước Trần, giết chết Hạ Chinh Thư, lập công tử Ngọ, con trai Linh công làm quân chủ nước Trần.
Năm 534 TCN, nhân nước Trần có nội loạn do tranh giành quyền kế vị, Sở Linh vương sai công tử Khí Tật đem quân tiêu diệt nước Trần để lập huyện thuộc Sở và cho Khí Tật cai quản đất Trần. Năm 529 TCN, sau khi đoạt ngôi vua Sở, Khí Tật đổi tên thành Hùng Cư, trở thành Sở Bình vương. Để lung lạc nhân tâm, Bình vương lại phục hồi nước Trần và cho mời công tử Ngô ở nước Tấn về làm quân chủ nước này, tức là Trần Huệ công.
Năm 506 TCN, Huệ công chết, con là Liễu lên thay, tức Trần Hoài công. Cùng năm này Ngô vương Hạp Lư cùng Ngũ Tử Tư đánh bại Sở tiến vào kinh đô ở Dĩnh và cho triệu Hoài công vào chầu. Hoài công muốn đi nhưng bị quần thần can ngăn nên không đi. Bốn năm sau, Ngô lại cho triệu Hoài công. Hoài công sợ, đi Ngô. Hạp Lư tức giận vì triệu Hoài công nhiều lần không tới nên lưu ông này lại. Hoài công chết ở đất Ngô. Nước Trần lập con Hoài công là Việt lên thay, tức là Trần Mẫn công.
Năm 496 TCN, Ngô vương Phù Sai chinh phạt Trần, chiếm 3 ấp rồi rút lui. Năm 489 TCN, Ngô lại phạt Trần, Trần cấp báo cho Sở, Sở Chiêu vương đem quân tới cứu, đóng quân tại Thành Phụ. Quân Ngô rút lui. Cùng năm, Sở Chiêu vương chết tại Thành Phụ. Năm 486 TCN, Ngô vương Phù Sai chinh phạt Tề, đánh bại Tề tại Ngải Lăng, nhân đó cho triệu Trần Mẫn công. Mẫn công lo sợ, đi Ngô. Sở đem quân phạt Trần. 
Năm 478 TCN, Sở Huệ vương đem quân lên phía bắc chinh phạt, giết Trần Mẫn công, tiêu diệt nước Trần.

## Danh sách quân chủ nước Trần
Danh sách dưới đây chủ yếu lấy theo quyển 36: Trần-Kỷ thế gia trong Sử ký của Tư Mã Thiên. Từ Trần Hoàn công tới Trần Trang công (4 đời) và số năm trị vì từ Trần Hồ công tới Trần Thận công lấy theo "Xuân Thu tả truyện chú" của Dương Bá Tuấn.
|                                     |                                     |                                     |                                     |                                     |                                     |  |  |                                  |                                  |                                  |                                  |                                  |                                  |  |  | Ngu Át Phụ                           |                                    |                                    |                                    |                                    |                                    |  |  |                      |                      |                      |                      |                      |                      |  |  |               |               |               |               |               |               |  |  |                   |                   |                   |                   |                   |                   |  |  |  |  |  |  |  |  |  |  |  |  |  |  |  |  |  |  |  |  |  |  |  |  |
|                                     |                                     |                                     |                                     |                                     |                                     |  |  |                                  |                                  |                                  |                                  |                                  |                                  |  |  |                                      |                                    |                                    |                                    |                                    |                                    |  |  |                      |                      |                      |                      |                      |                      |  |  |               |               |               |               |               |               |  |  |                   |                   |                   |                   |                   |                   |  |  |  |  |  |  |  |  |  |  |  |  |  |  |  |  |  |  |  |  |  |  |  |  |
|                                     |                                     |                                     |                                     |                                     |                                     |  |  |                                  |                                  |                                  |                                  |                                  |                                  |  |  | Trần Hồ công                         |                                    |                                    |                                    |                                    |                                    |  |  |                      |                      |                      |                      |                      |                      |  |  |               |               |               |               |               |               |  |  |                   |                   |                   |                   |                   |                   |  |  |  |  |  |  |  |  |  |  |  |  |  |  |  |  |  |  |  |  |  |  |  |  |
|                                     |                                     |                                     |                                     |                                     |                                     |  |  |                                  |                                  |                                  |                                  |                                  |                                  |  |  |                                      |                                    |                                    |                                    |                                    |                                    |  |  |                      |                      |                      |                      |                      |                      |  |  |               |               |               |               |               |               |  |  |                   |                   |                   |                   |                   |                   |  |  |  |  |  |  |  |  |  |  |  |  |  |  |  |  |  |  |  |  |  |  |  |  |
|                                     |                                     |                                     |                                     |                                     |                                     |  |  |                                  |                                  |                                  |                                  |                                  |                                  |  |  |                                      |                                    |                                    |                                    |                                    |                                    |  |  |                      |                      |                      |                      |                      |                      |  |  |               |               |               |               |               |               |  |  |                   |                   |                   |                   |                   |                   |  |  |  |  |  |  |  |  |  |  |  |  |  |  |  |  |  |  |  |  |  |  |  |  |
|                                     |                                     |                                     |                                     |                                     |                                     |  |  |                                  |                                  |                                  |                                  |                                  |                                  |  |  | Trần Thân công                       | Trần Thân công                     | Trần Thân công                     | Trần Thân công                     | Trần Thân công                     | Trần Thân công                     |  |  | Trần Tương công      | Trần Tương công      | Trần Tương công      | Trần Tương công      | Trần Tương công      | Trần Tương công      |  |  |               |               |               |               |               |               |  |  |                   |                   |                   |                   |                   |                   |  |  |  |  |  |  |  |  |  |  |  |  |  |  |  |  |  |  |  |  |  |  |  |  |
|                                     |                                     |                                     |                                     |                                     |                                     |  |  |                                  |                                  |                                  |                                  |                                  |                                  |  |  | Trần Thân công                       | Trần Thân công                     | Trần Thân công                     | Trần Thân công                     | Trần Thân công                     | Trần Thân công                     |  |  | Trần Tương công      | Trần Tương công      | Trần Tương công      | Trần Tương công      | Trần Tương công      | Trần Tương công      |  |  |               |               |               |               |               |               |  |  |                   |                   |                   |                   |                   |                   |  |  |  |  |  |  |  |  |  |  |  |  |  |  |  |  |  |  |  |  |  |  |  |  |
|                                     |                                     |                                     |                                     |                                     |                                     |  |  |                                  |                                  |                                  |                                  |                                  |                                  |  |  | Trần Hiếu công                       |                                    |                                    |                                    |                                    |                                    |  |  |                      |                      |                      |                      |                      |                      |  |  |               |               |               |               |               |               |  |  |                   |                   |                   |                   |                   |                   |  |  |  |  |  |  |  |  |  |  |  |  |  |  |  |  |  |  |  |  |  |  |  |  |
|                                     |                                     |                                     |                                     |                                     |                                     |  |  |                                  |                                  |                                  |                                  |                                  |                                  |  |  |                                      |                                    |                                    |                                    |                                    |                                    |  |  |                      |                      |                      |                      |                      |                      |  |  |               |               |               |               |               |               |  |  |                   |                   |                   |                   |                   |                   |  |  |  |  |  |  |  |  |  |  |  |  |  |  |  |  |  |  |  |  |  |  |  |  |
|                                     |                                     |                                     |                                     |                                     |                                     |  |  |                                  |                                  |                                  |                                  |                                  |                                  |  |  | Trần Thận công                       |                                    |                                    |                                    |                                    |                                    |  |  |                      |                      |                      |                      |                      |                      |  |  |               |               |               |               |               |               |  |  |                   |                   |                   |                   |                   |                   |  |  |  |  |  |  |  |  |  |  |  |  |  |  |  |  |  |  |  |  |  |  |  |  |
|                                     |                                     |                                     |                                     |                                     |                                     |  |  |                                  |                                  |                                  |                                  |                                  |                                  |  |  |                                      |                                    |                                    |                                    |                                    |                                    |  |  |                      |                      |                      |                      |                      |                      |  |  |               |               |               |               |               |               |  |  |                   |                   |                   |                   |                   |                   |  |  |  |  |  |  |  |  |  |  |  |  |  |  |  |  |  |  |  |  |  |  |  |  |
|                                     |                                     |                                     |                                     |                                     |                                     |  |  |                                  |                                  |                                  |                                  |                                  |                                  |  |  | Trần U công ?-854 TCN - 832 TCN      |                                    |                                    |                                    |                                    |                                    |  |  |                      |                      |                      |                      |                      |                      |  |  |               |               |               |               |               |               |  |  |                   |                   |                   |                   |                   |                   |  |  |  |  |  |  |  |  |  |  |  |  |  |  |  |  |  |  |  |  |  |  |  |  |
|                                     |                                     |                                     |                                     |                                     |                                     |  |  |                                  |                                  |                                  |                                  |                                  |                                  |  |  |                                      |                                    |                                    |                                    |                                    |                                    |  |  |                      |                      |                      |                      |                      |                      |  |  |               |               |               |               |               |               |  |  |                   |                   |                   |                   |                   |                   |  |  |  |  |  |  |  |  |  |  |  |  |  |  |  |  |  |  |  |  |  |  |  |  |
|                                     |                                     |                                     |                                     |                                     |                                     |  |  |                                  |                                  |                                  |                                  |                                  |                                  |  |  | Trần Li công ?-832 TCN - 796 TCN     |                                    |                                    |                                    |                                    |                                    |  |  |                      |                      |                      |                      |                      |                      |  |  |               |               |               |               |               |               |  |  |                   |                   |                   |                   |                   |                   |  |  |  |  |  |  |  |  |  |  |  |  |  |  |  |  |  |  |  |  |  |  |  |  |
|                                     |                                     |                                     |                                     |                                     |                                     |  |  |                                  |                                  |                                  |                                  |                                  |                                  |  |  |                                      |                                    |                                    |                                    |                                    |                                    |  |  |                      |                      |                      |                      |                      |                      |  |  |               |               |               |               |               |               |  |  |                   |                   |                   |                   |                   |                   |  |  |  |  |  |  |  |  |  |  |  |  |  |  |  |  |  |  |  |  |  |  |  |  |
|                                     |                                     |                                     |                                     |                                     |                                     |  |  |                                  |                                  |                                  |                                  |                                  |                                  |  |  |                                      |                                    |                                    |                                    |                                    |                                    |  |  |                      |                      |                      |                      |                      |                      |  |  |               |               |               |               |               |               |  |  |                   |                   |                   |                   |                   |                   |  |  |  |  |  |  |  |  |  |  |  |  |  |  |  |  |  |  |  |  |  |  |  |  |
|                                     |                                     |                                     |                                     |                                     |                                     |  |  |                                  |                                  |                                  |                                  |                                  |                                  |  |  | Trần Vũ công ?-796 TCN - 781 TCN     | Trần Vũ công ?-796 TCN - 781 TCN   | Trần Vũ công ?-796 TCN - 781 TCN   | Trần Vũ công ?-796 TCN - 781 TCN   | Trần Vũ công ?-796 TCN - 781 TCN   | Trần Vũ công ?-796 TCN - 781 TCN   |  |  | □                    | □                    | □                    | □                    | □                    | □                    |  |  |               |               |               |               |               |               |  |  |                   |                   |                   |                   |                   |                   |  |  |  |  |  |  |  |  |  |  |  |  |  |  |  |  |  |  |  |  |  |  |  |  |
|                                     |                                     |                                     |                                     |                                     |                                     |  |  |                                  |                                  |                                  |                                  |                                  |                                  |  |  | Trần Vũ công ?-796 TCN - 781 TCN     | Trần Vũ công ?-796 TCN - 781 TCN   | Trần Vũ công ?-796 TCN - 781 TCN   | Trần Vũ công ?-796 TCN - 781 TCN   | Trần Vũ công ?-796 TCN - 781 TCN   | Trần Vũ công ?-796 TCN - 781 TCN   |  |  | □                    | □                    | □                    | □                    | □                    | □                    |  |  |               |               |               |               |               |               |  |  |                   |                   |                   |                   |                   |                   |  |  |  |  |  |  |  |  |  |  |  |  |  |  |  |  |  |  |  |  |  |  |  |  |
|                                     |                                     |                                     |                                     |                                     |                                     |  |  |                                  |                                  |                                  |                                  |                                  |                                  |  |  |                                      |                                    |                                    |                                    |                                    |                                    |  |  |                      |                      |                      |                      |                      |                      |  |  |               |               |               |               |               |               |  |  |                   |                   |                   |                   |                   |                   |  |  |  |  |  |  |  |  |  |  |  |  |  |  |  |  |  |  |  |  |  |  |  |  |
|                                     |                                     |                                     |                                     |                                     |                                     |  |  | Trần Di công ?-781 TCN - 778 TCN | Trần Di công ?-781 TCN - 778 TCN | Trần Di công ?-781 TCN - 778 TCN | Trần Di công ?-781 TCN - 778 TCN | Trần Di công ?-781 TCN - 778 TCN | Trần Di công ?-781 TCN - 778 TCN |  |  | Trần Bình công ?-778 TCN - 755 TCN   | Trần Bình công ?-778 TCN - 755 TCN | Trần Bình công ?-778 TCN - 755 TCN | Trần Bình công ?-778 TCN - 755 TCN | Trần Bình công ?-778 TCN - 755 TCN | Trần Bình công ?-778 TCN - 755 TCN |  |  | Châm Tử Châm thị     | Châm Tử Châm thị     | Châm Tử Châm thị     | Châm Tử Châm thị     | Châm Tử Châm thị     | Châm Tử Châm thị     |  |  |               |               |               |               |               |               |  |  |                   |                   |                   |                   |                   |                   |  |  |  |  |  |  |  |  |  |  |  |  |  |  |  |  |  |  |  |  |  |  |  |  |
|                                     |                                     |                                     |                                     |                                     |                                     |  |  | Trần Di công ?-781 TCN - 778 TCN | Trần Di công ?-781 TCN - 778 TCN | Trần Di công ?-781 TCN - 778 TCN | Trần Di công ?-781 TCN - 778 TCN | Trần Di công ?-781 TCN - 778 TCN | Trần Di công ?-781 TCN - 778 TCN |  |  | Trần Bình công ?-778 TCN - 755 TCN   | Trần Bình công ?-778 TCN - 755 TCN | Trần Bình công ?-778 TCN - 755 TCN | Trần Bình công ?-778 TCN - 755 TCN | Trần Bình công ?-778 TCN - 755 TCN | Trần Bình công ?-778 TCN - 755 TCN |  |  | Châm Tử Châm thị     | Châm Tử Châm thị     | Châm Tử Châm thị     | Châm Tử Châm thị     | Châm Tử Châm thị     | Châm Tử Châm thị     |  |  |               |               |               |               |               |               |  |  |                   |                   |                   |                   |                   |                   |  |  |  |  |  |  |  |  |  |  |  |  |  |  |  |  |  |  |  |  |  |  |  |  |
|                                     |                                     |                                     |                                     |                                     |                                     |  |  |                                  |                                  |                                  |                                  |                                  |                                  |  |  | Trần Văn công ?-755 TCN - 745 TCN    |                                    |                                    |                                    |                                    |                                    |  |  |                      |                      |                      |                      |                      |                      |  |  |               |               |               |               |               |               |  |  |                   |                   |                   |                   |                   |                   |  |  |  |  |  |  |  |  |  |  |  |  |  |  |  |  |  |  |  |  |  |  |  |  |
|                                     |                                     |                                     |                                     |                                     |                                     |  |  |                                  |                                  |                                  |                                  |                                  |                                  |  |  |                                      |                                    |                                    |                                    |                                    |                                    |  |  |                      |                      |                      |                      |                      |                      |  |  |               |               |               |               |               |               |  |  |                   |                   |                   |                   |                   |                   |  |  |  |  |  |  |  |  |  |  |  |  |  |  |  |  |  |  |  |  |  |  |  |  |
|                                     |                                     |                                     |                                     |                                     |                                     |  |  |                                  |                                  |                                  |                                  |                                  |                                  |  |  |                                      |                                    |                                    |                                    |                                    |                                    |  |  |                      |                      |                      |                      |                      |                      |  |  |               |               |               |               |               |               |  |  |                   |                   |                   |                   |                   |                   |  |  |  |  |  |  |  |  |  |  |  |  |  |  |  |  |  |  |  |  |  |  |  |  |
|                                     |                                     |                                     |                                     |                                     |                                     |  |  |                                  |                                  |                                  |                                  |                                  |                                  |  |  | Trần Hoàn công ?-745 TCN - 707 TCN   | Trần Hoàn công ?-745 TCN - 707 TCN | Trần Hoàn công ?-745 TCN - 707 TCN | Trần Hoàn công ?-745 TCN - 707 TCN | Trần Hoàn công ?-745 TCN - 707 TCN | Trần Hoàn công ?-745 TCN - 707 TCN |  |  | Trần Đà ?-707        | Trần Đà ?-707        | Trần Đà ?-707        | Trần Đà ?-707        | Trần Đà ?-707        | Trần Đà ?-707        |  |  |               |               |               |               |               |               |  |  |                   |                   |                   |                   |                   |                   |  |  |  |  |  |  |  |  |  |  |  |  |  |  |  |  |  |  |  |  |  |  |  |  |
|                                     |                                     |                                     |                                     |                                     |                                     |  |  |                                  |                                  |                                  |                                  |                                  |                                  |  |  | Trần Hoàn công ?-745 TCN - 707 TCN   | Trần Hoàn công ?-745 TCN - 707 TCN | Trần Hoàn công ?-745 TCN - 707 TCN | Trần Hoàn công ?-745 TCN - 707 TCN | Trần Hoàn công ?-745 TCN - 707 TCN | Trần Hoàn công ?-745 TCN - 707 TCN |  |  | Trần Đà ?-707        | Trần Đà ?-707        | Trần Đà ?-707        | Trần Đà ?-707        | Trần Đà ?-707        | Trần Đà ?-707        |  |  |               |               |               |               |               |               |  |  |                   |                   |                   |                   |                   |                   |  |  |  |  |  |  |  |  |  |  |  |  |  |  |  |  |  |  |  |  |  |  |  |  |
|                                     |                                     |                                     |                                     |                                     |                                     |  |  |                                  |                                  |                                  |                                  |                                  |                                  |  |  |                                      |                                    |                                    |                                    |                                    |                                    |  |  |                      |                      |                      |                      |                      |                      |  |  |               |               |               |               |               |               |  |  |                   |                   |                   |                   |                   |                   |  |  |  |  |  |  |  |  |  |  |  |  |  |  |  |  |  |  |  |  |  |  |  |  |
|                                     |                                     |                                     |                                     |                                     |                                     |  |  | Thái tử Miễn ?-707               | Thái tử Miễn ?-707               | Thái tử Miễn ?-707               | Thái tử Miễn ?-707               | Thái tử Miễn ?-707               | Thái tử Miễn ?-707               |  |  | Trần Lợi công ?-707 TCN - 700 TCN    | Trần Lợi công ?-707 TCN - 700 TCN  | Trần Lợi công ?-707 TCN - 700 TCN  | Trần Lợi công ?-707 TCN - 700 TCN  | Trần Lợi công ?-707 TCN - 700 TCN  | Trần Lợi công ?-707 TCN - 700 TCN  |  |  | □ Khánh thị          | □ Khánh thị          | □ Khánh thị          | □ Khánh thị          | □ Khánh thị          | □ Khánh thị          |  |  |               |               |               |               |               |               |  |  |                   |                   |                   |                   |                   |                   |  |  |  |  |  |  |  |  |  |  |  |  |  |  |  |  |  |  |  |  |  |  |  |  |
|                                     |                                     |                                     |                                     |                                     |                                     |  |  | Thái tử Miễn ?-707               | Thái tử Miễn ?-707               | Thái tử Miễn ?-707               | Thái tử Miễn ?-707               | Thái tử Miễn ?-707               | Thái tử Miễn ?-707               |  |  | Trần Lợi công ?-707 TCN - 700 TCN    | Trần Lợi công ?-707 TCN - 700 TCN  | Trần Lợi công ?-707 TCN - 700 TCN  | Trần Lợi công ?-707 TCN - 700 TCN  | Trần Lợi công ?-707 TCN - 700 TCN  | Trần Lợi công ?-707 TCN - 700 TCN  |  |  | □ Khánh thị          | □ Khánh thị          | □ Khánh thị          | □ Khánh thị          | □ Khánh thị          | □ Khánh thị          |  |  |               |               |               |               |               |               |  |  |                   |                   |                   |                   |                   |                   |  |  |  |  |  |  |  |  |  |  |  |  |  |  |  |  |  |  |  |  |  |  |  |  |
|                                     |                                     |                                     |                                     |                                     |                                     |  |  |                                  |                                  |                                  |                                  |                                  |                                  |  |  |                                      |                                    |                                    |                                    |                                    |                                    |  |  |                      |                      |                      |                      |                      |                      |  |  |               |               |               |               |               |               |  |  |                   |                   |                   |                   |                   |                   |  |  |  |  |  |  |  |  |  |  |  |  |  |  |  |  |  |  |  |  |  |  |  |  |
| Trần Trang công ?-700 TCN - 693 TCN | Trần Trang công ?-700 TCN - 693 TCN | Trần Trang công ?-700 TCN - 693 TCN | Trần Trang công ?-700 TCN - 693 TCN | Trần Trang công ?-700 TCN - 693 TCN | Trần Trang công ?-700 TCN - 693 TCN |  |  | Thái tử Hoàn 706 TCN-?           | Thái tử Hoàn 706 TCN-?           | Thái tử Hoàn 706 TCN-?           | Thái tử Hoàn 706 TCN-?           | Thái tử Hoàn 706 TCN-?           | Thái tử Hoàn 706 TCN-?           |  |  | Trần Tuyên công ?-693 TCN - 648      | Trần Tuyên công ?-693 TCN - 648    | Trần Tuyên công ?-693 TCN - 648    | Trần Tuyên công ?-693 TCN - 648    | Trần Tuyên công ?-693 TCN - 648    | Trần Tuyên công ?-693 TCN - 648    |  |  |                      |                      |                      |                      |                      |                      |  |  |               |               |               |               |               |               |  |  |                   |                   |                   |                   |                   |                   |  |  |  |  |  |  |  |  |  |  |  |  |  |  |  |  |  |  |  |  |  |  |  |  |
| Trần Trang công ?-700 TCN - 693 TCN | Trần Trang công ?-700 TCN - 693 TCN | Trần Trang công ?-700 TCN - 693 TCN | Trần Trang công ?-700 TCN - 693 TCN | Trần Trang công ?-700 TCN - 693 TCN | Trần Trang công ?-700 TCN - 693 TCN |  |  | Thái tử Hoàn 706 TCN-?           | Thái tử Hoàn 706 TCN-?           | Thái tử Hoàn 706 TCN-?           | Thái tử Hoàn 706 TCN-?           | Thái tử Hoàn 706 TCN-?           | Thái tử Hoàn 706 TCN-?           |  |  | Trần Tuyên công ?-693 TCN - 648      | Trần Tuyên công ?-693 TCN - 648    | Trần Tuyên công ?-693 TCN - 648    | Trần Tuyên công ?-693 TCN - 648    | Trần Tuyên công ?-693 TCN - 648    | Trần Tuyên công ?-693 TCN - 648    |  |  |                      |                      |                      |                      |                      |                      |  |  |               |               |               |               |               |               |  |  |                   |                   |                   |                   |                   |                   |  |  |  |  |  |  |  |  |  |  |  |  |  |  |  |  |  |  |  |  |  |  |  |  |
|                                     |                                     |                                     |                                     |                                     |                                     |  |  |                                  |                                  |                                  |                                  |                                  |                                  |  |  |                                      |                                    |                                    |                                    |                                    |                                    |  |  |                      |                      |                      |                      |                      |                      |  |  |               |               |               |               |               |               |  |  |                   |                   |                   |                   |                   |                   |  |  |  |  |  |  |  |  |  |  |  |  |  |  |  |  |  |  |  |  |  |  |  |  |
|                                     |                                     |                                     |                                     |                                     |                                     |  |  | Thái tử Ngự Khấu ?-672           | Thái tử Ngự Khấu ?-672           | Thái tử Ngự Khấu ?-672           | Thái tử Ngự Khấu ?-672           | Thái tử Ngự Khấu ?-672           | Thái tử Ngự Khấu ?-672           |  |  | Trần Mục công ?-648 TCN - 632 TCN    | Trần Mục công ?-648 TCN - 632 TCN  | Trần Mục công ?-648 TCN - 632 TCN  | Trần Mục công ?-648 TCN - 632 TCN  | Trần Mục công ?-648 TCN - 632 TCN  | Trần Mục công ?-648 TCN - 632 TCN  |  |  | Thiếu Tây Hạ thị     | Thiếu Tây Hạ thị     | Thiếu Tây Hạ thị     | Thiếu Tây Hạ thị     | Thiếu Tây Hạ thị     | Thiếu Tây Hạ thị     |  |  | □ Tông thị    | □ Tông thị    | □ Tông thị    | □ Tông thị    | □ Tông thị    | □ Tông thị    |  |  |                   |                   |                   |                   |                   |                   |  |  |  |  |  |  |  |  |  |  |  |  |  |  |  |  |  |  |  |  |  |  |  |  |
|                                     |                                     |                                     |                                     |                                     |                                     |  |  | Thái tử Ngự Khấu ?-672           | Thái tử Ngự Khấu ?-672           | Thái tử Ngự Khấu ?-672           | Thái tử Ngự Khấu ?-672           | Thái tử Ngự Khấu ?-672           | Thái tử Ngự Khấu ?-672           |  |  | Trần Mục công ?-648 TCN - 632 TCN    | Trần Mục công ?-648 TCN - 632 TCN  | Trần Mục công ?-648 TCN - 632 TCN  | Trần Mục công ?-648 TCN - 632 TCN  | Trần Mục công ?-648 TCN - 632 TCN  | Trần Mục công ?-648 TCN - 632 TCN  |  |  | Thiếu Tây Hạ thị     | Thiếu Tây Hạ thị     | Thiếu Tây Hạ thị     | Thiếu Tây Hạ thị     | Thiếu Tây Hạ thị     | Thiếu Tây Hạ thị     |  |  | □ Tông thị    | □ Tông thị    | □ Tông thị    | □ Tông thị    | □ Tông thị    | □ Tông thị    |  |  |                   |                   |                   |                   |                   |                   |  |  |  |  |  |  |  |  |  |  |  |  |  |  |  |  |  |  |  |  |  |  |  |  |
|                                     |                                     |                                     |                                     |                                     |                                     |  |  |                                  |                                  |                                  |                                  |                                  |                                  |  |  | Trần Cung công ?-632 TCN - 614 TCN   | Trần Cung công ?-632 TCN - 614 TCN | Trần Cung công ?-632 TCN - 614 TCN | Trần Cung công ?-632 TCN - 614 TCN | Trần Cung công ?-632 TCN - 614 TCN | Trần Cung công ?-632 TCN - 614 TCN |  |  | Ngự Thúc             | Ngự Thúc             | Ngự Thúc             | Ngự Thúc             | Ngự Thúc             | Ngự Thúc             |  |  |               |               |               |               |               |               |  |  |                   |                   |                   |                   |                   |                   |  |  |  |  |  |  |  |  |  |  |  |  |  |  |  |  |  |  |  |  |  |  |  |  |
|                                     |                                     |                                     |                                     |                                     |                                     |  |  |                                  |                                  |                                  |                                  |                                  |                                  |  |  | Trần Cung công ?-632 TCN - 614 TCN   | Trần Cung công ?-632 TCN - 614 TCN | Trần Cung công ?-632 TCN - 614 TCN | Trần Cung công ?-632 TCN - 614 TCN | Trần Cung công ?-632 TCN - 614 TCN | Trần Cung công ?-632 TCN - 614 TCN |  |  | Ngự Thúc             | Ngự Thúc             | Ngự Thúc             | Ngự Thúc             | Ngự Thúc             | Ngự Thúc             |  |  |               |               |               |               |               |               |  |  |                   |                   |                   |                   |                   |                   |  |  |  |  |  |  |  |  |  |  |  |  |  |  |  |  |  |  |  |  |  |  |  |  |
|                                     |                                     |                                     |                                     |                                     |                                     |  |  |                                  |                                  |                                  |                                  |                                  |                                  |  |  | Trần Linh công ?-614 TCN - 599 TCN   | Trần Linh công ?-614 TCN - 599 TCN | Trần Linh công ?-614 TCN - 599 TCN | Trần Linh công ?-614 TCN - 599 TCN | Trần Linh công ?-614 TCN - 599 TCN | Trần Linh công ?-614 TCN - 599 TCN |  |  | Trần Chinh Thư ?-599 | Trần Chinh Thư ?-599 | Trần Chinh Thư ?-599 | Trần Chinh Thư ?-599 | Trần Chinh Thư ?-599 | Trần Chinh Thư ?-599 |  |  |               |               |               |               |               |               |  |  |                   |                   |                   |                   |                   |                   |  |  |  |  |  |  |  |  |  |  |  |  |  |  |  |  |  |  |  |  |  |  |  |  |
|                                     |                                     |                                     |                                     |                                     |                                     |  |  |                                  |                                  |                                  |                                  |                                  |                                  |  |  | Trần Linh công ?-614 TCN - 599 TCN   | Trần Linh công ?-614 TCN - 599 TCN | Trần Linh công ?-614 TCN - 599 TCN | Trần Linh công ?-614 TCN - 599 TCN | Trần Linh công ?-614 TCN - 599 TCN | Trần Linh công ?-614 TCN - 599 TCN |  |  | Trần Chinh Thư ?-599 | Trần Chinh Thư ?-599 | Trần Chinh Thư ?-599 | Trần Chinh Thư ?-599 | Trần Chinh Thư ?-599 | Trần Chinh Thư ?-599 |  |  |               |               |               |               |               |               |  |  |                   |                   |                   |                   |                   |                   |  |  |  |  |  |  |  |  |  |  |  |  |  |  |  |  |  |  |  |  |  |  |  |  |
|                                     |                                     |                                     |                                     |                                     |                                     |  |  |                                  |                                  |                                  |                                  |                                  |                                  |  |  | Trần Thành công ?-599 TCN - 569 TCN  |                                    |                                    |                                    |                                    |                                    |  |  |                      |                      |                      |                      |                      |                      |  |  |               |               |               |               |               |               |  |  |                   |                   |                   |                   |                   |                   |  |  |  |  |  |  |  |  |  |  |  |  |  |  |  |  |  |  |  |  |  |  |  |  |
|                                     |                                     |                                     |                                     |                                     |                                     |  |  |                                  |                                  |                                  |                                  |                                  |                                  |  |  |                                      |                                    |                                    |                                    |                                    |                                    |  |  |                      |                      |                      |                      |                      |                      |  |  |               |               |               |               |               |               |  |  |                   |                   |                   |                   |                   |                   |  |  |  |  |  |  |  |  |  |  |  |  |  |  |  |  |  |  |  |  |  |  |  |  |
|                                     |                                     |                                     |                                     |                                     |                                     |  |  |                                  |                                  |                                  |                                  |                                  |                                  |  |  |                                      |                                    |                                    |                                    |                                    |                                    |  |  |                      |                      |                      |                      |                      |                      |  |  |               |               |               |               |               |               |  |  |                   |                   |                   |                   |                   |                   |  |  |  |  |  |  |  |  |  |  |  |  |  |  |  |  |  |  |  |  |  |  |  |  |
|                                     |                                     |                                     |                                     |                                     |                                     |  |  |                                  |                                  |                                  |                                  |                                  |                                  |  |  | Trần Ai công ?-569 TCN - 534 TCN     | Trần Ai công ?-569 TCN - 534 TCN   | Trần Ai công ?-569 TCN - 534 TCN   | Trần Ai công ?-569 TCN - 534 TCN   | Trần Ai công ?-569 TCN - 534 TCN   | Trần Ai công ?-569 TCN - 534 TCN   |  |  | Công tử Hoàng        | Công tử Hoàng        | Công tử Hoàng        | Công tử Hoàng        | Công tử Hoàng        | Công tử Hoàng        |  |  | Công tử Chiêu | Công tử Chiêu | Công tử Chiêu | Công tử Chiêu | Công tử Chiêu | Công tử Chiêu |  |  | Công tử Quá       | Công tử Quá       | Công tử Quá       | Công tử Quá       | Công tử Quá       | Công tử Quá       |  |  |  |  |  |  |  |  |  |  |  |  |  |  |  |  |  |  |  |  |  |  |  |  |
|                                     |                                     |                                     |                                     |                                     |                                     |  |  |                                  |                                  |                                  |                                  |                                  |                                  |  |  | Trần Ai công ?-569 TCN - 534 TCN     | Trần Ai công ?-569 TCN - 534 TCN   | Trần Ai công ?-569 TCN - 534 TCN   | Trần Ai công ?-569 TCN - 534 TCN   | Trần Ai công ?-569 TCN - 534 TCN   | Trần Ai công ?-569 TCN - 534 TCN   |  |  | Công tử Hoàng        | Công tử Hoàng        | Công tử Hoàng        | Công tử Hoàng        | Công tử Hoàng        | Công tử Hoàng        |  |  | Công tử Chiêu | Công tử Chiêu | Công tử Chiêu | Công tử Chiêu | Công tử Chiêu | Công tử Chiêu |  |  | Công tử Quá       | Công tử Quá       | Công tử Quá       | Công tử Quá       | Công tử Quá       | Công tử Quá       |  |  |  |  |  |  |  |  |  |  |  |  |  |  |  |  |  |  |  |  |  |  |  |  |
|                                     |                                     |                                     |                                     |                                     |                                     |  |  |                                  |                                  |                                  |                                  |                                  |                                  |  |  |                                      |                                    |                                    |                                    |                                    |                                    |  |  |                      |                      |                      |                      |                      |                      |  |  |               |               |               |               |               |               |  |  |                   |                   |                   |                   |                   |                   |  |  |  |  |  |  |  |  |  |  |  |  |  |  |  |  |  |  |  |  |  |  |  |  |
|                                     |                                     |                                     |                                     |                                     |                                     |  |  |                                  |                                  |                                  |                                  |                                  |                                  |  |  | Điệu thái tử ?-534 TCN               | Điệu thái tử ?-534 TCN             | Điệu thái tử ?-534 TCN             | Điệu thái tử ?-534 TCN             | Điệu thái tử ?-534 TCN             | Điệu thái tử ?-534 TCN             |  |  | Trần Lưu ?-534 TCN-? | Trần Lưu ?-534 TCN-? | Trần Lưu ?-534 TCN-? | Trần Lưu ?-534 TCN-? | Trần Lưu ?-534 TCN-? | Trần Lưu ?-534 TCN-? |  |  | Công tử Thắng | Công tử Thắng | Công tử Thắng | Công tử Thắng | Công tử Thắng | Công tử Thắng |  |  | □                 | □                 | □                 | □                 | □                 | □                 |  |  |  |  |  |  |  |  |  |  |  |  |  |  |  |  |  |  |  |  |  |  |  |  |
|                                     |                                     |                                     |                                     |                                     |                                     |  |  |                                  |                                  |                                  |                                  |                                  |                                  |  |  | Điệu thái tử ?-534 TCN               | Điệu thái tử ?-534 TCN             | Điệu thái tử ?-534 TCN             | Điệu thái tử ?-534 TCN             | Điệu thái tử ?-534 TCN             | Điệu thái tử ?-534 TCN             |  |  | Trần Lưu ?-534 TCN-? | Trần Lưu ?-534 TCN-? | Trần Lưu ?-534 TCN-? | Trần Lưu ?-534 TCN-? | Trần Lưu ?-534 TCN-? | Trần Lưu ?-534 TCN-? |  |  | Công tử Thắng | Công tử Thắng | Công tử Thắng | Công tử Thắng | Công tử Thắng | Công tử Thắng |  |  | □                 | □                 | □                 | □                 | □                 | □                 |  |  |  |  |  |  |  |  |  |  |  |  |  |  |  |  |  |  |  |  |  |  |  |  |
|                                     |                                     |                                     |                                     |                                     |                                     |  |  |                                  |                                  |                                  |                                  |                                  |                                  |  |  | Trần Huệ công ?-529 TCN - 506 TCN    | Trần Huệ công ?-529 TCN - 506 TCN  | Trần Huệ công ?-529 TCN - 506 TCN  | Trần Huệ công ?-529 TCN - 506 TCN  | Trần Huệ công ?-529 TCN - 506 TCN  | Trần Huệ công ?-529 TCN - 506 TCN  |  |  |                      |                      |                      |                      |                      |                      |  |  |               |               |               |               |               |               |  |  | Công Tôn Trinh Tử | Công Tôn Trinh Tử | Công Tôn Trinh Tử | Công Tôn Trinh Tử | Công Tôn Trinh Tử | Công Tôn Trinh Tử |  |  |  |  |  |  |  |  |  |  |  |  |  |  |  |  |  |  |  |  |  |  |  |  |
|                                     |                                     |                                     |                                     |                                     |                                     |  |  |                                  |                                  |                                  |                                  |                                  |                                  |  |  | Trần Huệ công ?-529 TCN - 506 TCN    | Trần Huệ công ?-529 TCN - 506 TCN  | Trần Huệ công ?-529 TCN - 506 TCN  | Trần Huệ công ?-529 TCN - 506 TCN  | Trần Huệ công ?-529 TCN - 506 TCN  | Trần Huệ công ?-529 TCN - 506 TCN  |  |  |                      |                      |                      |                      |                      |                      |  |  |               |               |               |               |               |               |  |  | Công Tôn Trinh Tử | Công Tôn Trinh Tử | Công Tôn Trinh Tử | Công Tôn Trinh Tử | Công Tôn Trinh Tử | Công Tôn Trinh Tử |  |  |  |  |  |  |  |  |  |  |  |  |  |  |  |  |  |  |  |  |  |  |  |  |
|                                     |                                     |                                     |                                     |                                     |                                     |  |  |                                  |                                  |                                  |                                  |                                  |                                  |  |  | Trần Hoài công ?-506 TCN - 502 TCN-? |                                    |                                    |                                    |                                    |                                    |  |  |                      |                      |                      |                      |                      |                      |  |  |               |               |               |               |               |               |  |  |                   |                   |                   |                   |                   |                   |  |  |  |  |  |  |  |  |  |  |  |  |  |  |  |  |  |  |  |  |  |  |  |  |
|                                     |                                     |                                     |                                     |                                     |                                     |  |  |                                  |                                  |                                  |                                  |                                  |                                  |  |  |                                      |                                    |                                    |                                    |                                    |                                    |  |  |                      |                      |                      |                      |                      |                      |  |  |               |               |               |               |               |               |  |  |                   |                   |                   |                   |                   |                   |  |  |  |  |  |  |  |  |  |  |  |  |  |  |  |  |  |  |  |  |  |  |  |  |
|                                     |                                     |                                     |                                     |                                     |                                     |  |  |                                  |                                  |                                  |                                  |                                  |                                  |  |  | Trần Mẫn công ?-502 TCN - 478 TCN    |                                    |                                    |                                    |                                    |                                    |  |  |                      |                      |                      |                      |                      |                      |  |  |               |               |               |               |               |               |  |  |                   |                   |                   |                   |                   |                   |  |  |  |  |  |  |  |  |  |  |  |  |  |  |  |  |  |  |  |  |  |  |  |  |

| Thụy hiệu           | Họ tên                 | Thời gian tại vị     | Số năm tại vị | Ghi chú                     |
| ------------------- | ---------------------- | -------------------- | ------------- | --------------------------- |
| Trần Hồ công        | Quy Mãn                | 1045 TCN- 986 TCN    | 60            | Quân chủ khai quốc          |
| Trần Thân công      | Quy Tê Hầu             | 985 TCN-961 TCN      | 25            | con Hồ công                 |
| Trần Tương công     | Quy Cao Dương          | 960 TCN-939 TCN      | 23            | em Thân công                |
| Trần Hiếu công      | Trần Đột               | 938 TCN-905 TCN      | 34            | con Thân công               |
| Trần Thận công      | Quy Ngữ Nhung          | 904 TCN-855 TCN      | 50            | con Hiếu công               |
| Trần U công         | Quy Ninh               | 854 TCN-832 TCN      | 23            | con Thận công               |
| Trần Ly công        | Quy Hiếu               | 831 TCN-796 TCN      | 36            | con U công                  |
| Trần Vũ công        | Quy Linh               | 795 TCN-781 TCN      | 15            | con Ly công                 |
| Trần Di công        | Quy Thuyết             | 780 TCN-778 TCN      | 3             | con Vũ công                 |
| Trần Bình công      | Quy Tiếp               | 777 TCN-755 TCN      | 23            | em Di công                  |
| Trần Văn công       | Quy Ngữ                | 754 TCN-745 TCN      | 10            | con Bình công               |
| Trần Hoàn công      | Quy Bảo                | 744 TCN-707 TCN      | 38            | con Văn công                |
| Trần Đà             | Quy Đà                 | 707 TCN-706 TCN      | 8 tháng       | em Hoàn công                |
| Trần Lệ công        | Trần Dược              | 706 TCN-700 TCN      | 7             | con Hoàn công               |
| Trần Trang công     | Quy Lâm                | 699 TCN-693 TCN      | 7             | em Lệ công                  |
| Trần Tuyên công     | Quy Xử Cữu             | 692 TCN-648 TCN      | 45            | em Trang công               |
| Trần Mục công       | Quy Khoản              | 647 TCN-632 TCN      | 16            | con Tuyên công              |
| Trần Cung công      | Quy Sóc                | 631 TCN-614 TCN      | 18            | con Mục công                |
| Trần Linh công      | Quy Bình Quốc          | 613 TCN-599 TCN      | 15            | con Cộng công               |
| Trần quân Chinh Thư | Hạ Chinh Thư           | 599 TCN              | vài tháng     | cháu gọi Tuyên công bằng cụ |
| Trần Thành công     | Quy Ngọ                | 598 TCN-569 TCN      | 30            | con Linh công               |
| Trần Ai công        | Quy Nhược              | 568 TCN-534 TCN      | 35            | con Thành công              |
| Trần Lưu            | Quy Lưu                | 3/534 TCN-11/534 TCN | 9 tháng       | con Ai công                 |
| Trần quân Khí Tật . | Hùng Khí Tật (Hùng Cư) | 533 TCN-529 TCN      | 5             | sau là Sở Bình vương        |
| Trần Huệ công       | Quy Ngô                | 529 TCN-506 TCN      | 28            | cháu Ai công                |
| Trần Hoài công      | Quy Liễu               | 505 TCN-502 TCN      | 4             | con Huệ công                |
| Trần Mẫn công       | Quy Việt               | 501 TCN-478 TCN      | 24            | con Hoài công               |